# Antoni Abadal i Grau
Antonio Abadal y Grau (Lérida, 23 de enero de 1849-Lérida 4 de mayo de 1917) fue un político y farmacéutico español.

## Biografía
Hijo de Pedro Abadal i Fontanet y María Grau, estudia el Bachillerato en Lérida y Farmacia en la Universidad de Barcelona licenciándose en 1868 para posteriormente abrir un establecimiento en su ciudad natal en la entonces Plaza de la Constitución número 13 (hoy de Sant Joan). Farmacéutico del Hospital Civil desde 1868 y Auxiliar del Militar desde 1890, desde el comienzo de su actividad profesional se vincula a iniciativas para la mejora de la salubridad municipal participando por ejemplo en la Comisión del ensanche de la Magdalena. 
Deviene en 1898 el primer Presidente del Colegio de Farmacéuticos de Lérida y el año siguiente Presidente de la Primera Asamblea Nacional Farmacéutica.
En su vertiente de político será Concejal, Diputado provincial y, finalmente, Alcalde de Lérida entre 1903 y 1905.
Fue asimismo miembro de la Junta provincial de la Cruz Roja y autor de diversas publicaciones sobre temas sanitarios (aguas, alimentos, plantas medicinales etc)

## Familia y Descendencia
De su matrimonio con Carmen Sibila Almasqué, tuvo dos hijos:
- Elisa, casada con Tomás Duplá Ballier.
- Antonio.